# Mesija
Mesija dolazi od hebrejske riječi Masijah ili Mosijah (משיח) što znači pomazanik. Prevedeno na grčki dobili bismo riječ Krist (Χριστός) od koje dolazi hrvatska izvedenica. U ono vrijeme pomazivali su se kraljevi, proroci i veliki svećenici i to izlijevanjem ulja na glavu što je označavalo silazak Duha Svetoga na te ljude.
Riječ mesija se prevodi malim i velikim slovom ovisi o tome misli li se na mesije koji su u Starom zavjetu bili pomazani za kraljeve, svećenike, proroke ili se misli na pomazanog kralja iz Davidove dinastije koji ima doći na kraju povijesti i uspostaviti Božje kraljevstvo. Pri tome valja imati na umu da hebrejski jezik ne poznaje mala i velika slova. 

## Stari zavjet
U Starom zavjetu pojam Mesija može se gledati kroz dva razdoblja. Prvo razdoblje, do II. stoljeća prije Krista, nigdje se ne spominje izraz mesija kao naziv za osobu koja ima ostvariti Božje spasenje. U I. stoljeću prije Krista počinje se pojavljivati izraz Mesija koji ima doći i kojeg su svi iščekivali.
Pojam Mesija prvenstveno se primjenjuje za kralja, ali i za svećenike. Pomazanik ili mesija bio je pomazan uljem i time primio Duha Božjega koji snagom pomazanja dobiva posebnu ulogu Jahvina namjesnika u Izraelu (16Sutra u ovo doba poslat ću k tebi čovjeka iz Benjaminove zemlje. Ti ćeš ga pomazati za kneza nad mojim narodom Izraelom. On će izbaviti moj narod iz ruke filistejske. Vidio sam nevolju svoga naroda i njegov je vapaj dopro do mene – 1Sam 9,16). Kralj je time postao Jahvin pomazanik kojemu je svaki vjernik dužan iskazati religiozno poštovanje. Prema Natanovom proročanstvu svaki kralj iz davidove dinastije postaje aktualnim mesijom pomoću koje Bog želi ispuniti svoje naume s Izraelskim narodom. Bog uz svakog pomazanika stoji i osigurana mu je zaštita. Za njega moli cijeli narod. Izraelci su se nadali da ih nitko neće pokoriti, odnosno da se neće davidovska dinastija ugasiti jer je tako Bog obećao, ali se dogodio pad Jeruzalema. Oni sve to shvaćaju kao kušnju vjere i nadaju se ponovnoj uspostavi vladarske kuće. Ubrzo su shvatili da više neće biti kraljevskog mesije na čelu židovskog naroda.
Nakon toga Izraelci se okreću prema drugom Mesiji odnosno budućem Kralju koji ima doći. Do izgnanstva Psalmi su govorili o kralju koji je trenutno na prijestolju, a sada govore o Kralju, koji ima doći, oni opisuju njegove borbe, slavu, pobjedu itd…
Prije izgnanstva niti jedan tekst ne govori o pomazanju svećenika, ali kasnije svećenik prima veliku ulogu pošto nema više kraljeva. Oni se počinju pomazivati za svoju službu, a veliki svećenik postaje takozvani aktualni „mesija“.
U nekim kumranskim tekstovima pojavljuje se očekivanje dvojice Mesija – Mesija-svećenik i Mesija-kralj. Svaki ima svoju ulogu u životu Izaelaca. Mesija-svećenik ima zadaću brinuti se za duhovni život naroda i on ima prvenstvo, a Mesija-kralj ima zadaću brinuti se za zemaljske potrebe.

## Novi zavjet
U Novom zavjetu Mesijom se smatra Isus iz Nazareta, jer u njemu su se ostvarila sva proročanstva iz Starog zavjeta. Sam Isus iz Nazareta za sebe nikad nije rekao da je Mesija, on je sebe nazivao Sin Božji. Njegov put Mesije počinje kao put Sluge koji trpi kao Sin čovječji i koji ulazi u slavu tako što će žrtvovati svoj život. Ipak na Cvjetnicu Isus dopušta da mu kliču kao Sinu Davidovu (9Mnoštvo pak pred njim i za njim klicaše: „Hosana Sinu Davidovu! Blagoslovljen Onaj koji dolazi u ime Gospodnje! Hosana u visinama!“ – Mt 21,9), a kasnije farizejima objašnjava da je Sin Davidov već od svog pretka. Na kraju kada su ga sudili veliki svećenik ga obvezuje da kaže je li Mesija. Međutim Isus ne odbija taj naslov nego ga tumači u transcendentalnom smislu, a taj smisao je da je on Sin Božji koji ima sjesti o desnu Božju (63Isus je šutio. Reče mu veliki svećenik: „Zaklinjem te Bogom živim: Kaži nam jesi li ti Krist, Sin Božji?“ 64Reče mu Isus: „Ti kaza! Štoviše, kažem vam: Odsad ćete gledati Sina Čovječjega gdje sjedi zdesna Sile i dolazi na oblacima nebeskim.“ – Mt 26,63-64). To priznanje da je on Mesija dolazi u trenutku kada počinje muka i upravo će ono izazvati njegovu osudu. Nakon uskrsnuća njegovi će učenici shvatiti na što se zapravo naslov Mesija odnosi: „Zar nije trebalo da to Mesija pretrpi da uđe u slavu svoju?“( Lk 24,26). Međutim nije bila u pitanju vremenita slava nego sasvim nešto drugo, a to je da prema Pismima Mesija mora trpjeti i treći dan uskrsnuti od mrtvih i da se na temelju njegova imena propovijeda obraćenje i oproštenje grijeha svim narodima. Nakon uskrsnuća mlada Crkva pridaje Isusu taj naziv Mesija – Krist, naslov koji je sada oslobođen svih nesporazuma. I na kraju zapravo ga je uskrsnuće ustoličilo u njegovoj slavi, sada kada je primio obećanog Duha Svetoga Bog ga je učinio Gospodinom i Mesijom.